# Hitis kyrka
Hitis kyrka ligger på ön Hitislandet i Åbolands skärgård. Den tillhör Kimitoöns församling inom Evangelisk-lutherska kyrkan i Finland. Hitis kyrka rymmer ca 300 personer vara av lite över 200 kan se altaret från bänkarna.

## Historia
Ända sedan 1200-talet har olika träkapell med gravgård funnits vid Kyrksundet på Kyrkön i Hitis. Det sista, 9,5 x 8m stort med tillhörande klockstapel, användes fram till 1637 då ett nytt kapell skulle byggas i Hitis by invid den nuvarande kyrkan. Det kapellet användes i ungefär 40 år tills den nya kyrkan byggdes.
Hitis var ett kapell under Kimito från 1674 till 1861 varefter församlingen och kommunen blev självständiga. Hitis församling fick gemensam ekonomi med Dragsfjärds församling 1969 och blev en del av Kimitoöns församling i en kommunsammanslagning 2009. En delad kaplan med ett boställe på orten har Hitis haft från 1695 och egen fast bosatt skärgårdskaplan sedan 1706.
Kyrkan i Hitis är den näst äldsta av samtliga träkorskyrkor i Finland och omnämns i början av 1950-talet av Arkeologiska kommissionen i Helsingfors som ”den äldsta bevarade korskyrkan av 'västfinska' typen och utgör sålunda ett monument, som bör bevaras med största pietet”. Kyrkan i Elimä  i Kymmenedalen är den äldsta korskyrkan i Finland. Elimä kyrka är byggd 1638 som en rak kyrka och förstorad 1678 till korskyrka.

## Kyrkobyggnaden
Byggnadsarbetena på den nuvarande korskyrkan inleddes 1685 och kyrkan nämns som färdigt byggd i kommunionböckerna på följande vis: ”Att nuvarande kyrkosunds kyrkia vid namn St. Andreas vardt fullbyggd år 1686 vittnar 1745 Jacob Sirelius. Sacell” (dvs. kapellan). I kommunionböckerna av 1761–68 tillägges att kyrkan blivit byggd ”av församlingen utan andras hjelp eller någon kollekt”; detta intygar Jacob Sirelius son Gabriel Sirelius, ”den 17 december 1761 Anno aetati suae 50. ministerii vero 28. Sacell. Loci” (latin för "i sitt femtionde levnadsår och 28 tjänsteår som lokal kapellan").
Hitis kyrka har under slutet av 1990-talet och i början av 2000-talet genomgått byte av yttertak, målning av väggar och mindre renoveringar och konserveringar, vilket bidragit till att kyrkan och klockstapeln är i ett relativt gott skick.

## Inventarier
Predikstolen blev uppsatt 1710 och har frälsaren och fem av lärjungarna avbildade på sig, på orgelläktaren finner man de sju övriga.
Den nuvarande altartavlan från 1785 har nattvarden som motiv och är målad på trä med bred ram med "vingar, överstycke och svarvade knoppar". Den andra stora tavlan som hänger på norra väggen invid altaret blev skänkt 1866 till kyrkan. Tavlan har korsfästelsen som motiv och användes som altartavla under 1900-talet. På södra väggen hänger en mindre tavla i trä med korsfästelsen som motiv, den är troligen den första altartavlan som använts i kyrkan och skänktes av Skepparen H. Andersson, ”vi var i sjönöd Gud till ära given 1678 ”. Ytterligare hänger det på norra väggen en gammal tygmålning av korsfästelsen som sannolikt är från 1733.
Altarfönstren är gjorda av S. Wuorio från Helsingfors och har musicerande änglar och heliga sinnesbilder som motiv. De är skänkta av Bruno och Lydia Krok från Biskopsö till kyrkan 1935. Också det södra fönstret är av samma tillverkare och har ett kors som motiv. Det är skänkt av samma par och uppsatt 1947.
Den första orgeln var uppförd 1898 av K.G. Wikström från Nådendal och hade 6 stämmor. Den andra orgeln blev byggd och uppförd av Kangasala orgelfabrik. Den hade 13 stämmor och två transmissionstämmor och togs i bruk adventssöndagen 1943. Den nuvarande orgeln blev uppförd 2005 av Paschen Kiel Orgelbau och har tio stämmor.
Det finns fyra votivskepp i kyrkan, fregatten Lionstierna, en fyrmastare Amor och en tremastare som egentligen är ett vandringspris som Hitis skyddskår vann i en årlig tävling tre år i rad 1935–1937. Ytterligare finns en miniatyrmodell av fisketrålaren Stjärnfors till minne av den förlorade trålaren Diana som blev påkörd utanför Hangö 1980. Den skänktes 1996 av skepparen Hemming Eriksson som var en av tre överlevande från olycksfartyget där en man omkom. I kyrkans farstu finns också ett minnesplakat om skärgårdsbornas räddningsinsatser i Jungfrusund 29.10.1700 då de räddade 80 militärer och 30 besättningsmän och 75 hästar från skeppsbrott.